# Kontraadmiral (Bundesmarine)
Kontraadmiral (izvirno nemško Konteradmiral; okrajšava: KAdm; kratica: KADM) je admiralski čin v Bundesmarine (v sklopu Bundeswehra). Čin je enakovreden činu generalporočnika (Heer in Luftwaffe) in specialističnima činoma Admiraloberstabsarzta (vojaška medicina).
Nadrejen je činu admirala flotilje in podrejen činu viceadmirala. V sklopu Natovega STANAG 2116 spada v razred OF-7, medtem ko v zveznem plačilnem sistemu sodi v razred B7.

## Oznaka čina
Oznaka čina, ki je sestavljena iz enega zlatega traku, ene debelejše zlate črte in ene zlate zvezde, je v dveh oblikah: narokavna oznaka (na spodnjem delu rokava) in naramenska (epoletna) oznaka.
Poveljniška zastava kontraadmirala je sestavljena iz malteškega križa z dvema pikama (v levem zgornjem in spodnjem kotu) na beli podlagi.
Galerija
- Narokavna oznaka
- Naramenska (epoletna) oznaka
- Poveljniška zastava